# 李·里德利 (喜劇演員)
李·里德利（1980年12月31日—）是英国脱口秀喜剧演员。他從小已是一位殘疾人士，并且无法讲话，他是英国首位在脫口秀活动中，使用文字轉換語音的单口喜剧演员，以“失声男孩”（Lost Voice Guy）的艺名演出。  他在2018年贏得第12屆全英一叮後走紅。

## 生平

### 早期生活
李·里德利出生於达勒姆郡康塞特。在六个月大的时候，他被诊断出患有腦性麻痺。亦因脑部感染，他昏迷了两个月，这影响了他的动作，亦導致他无法说话。 童年時因残障使他难以与人交流，直到八岁时，他才收到了第一台文字轉換語音设备。他在残疾儿童学校的學習得到了老师的支持和帮助。在1999年至2002年之间，他在中央兰开夏大学修讀新聞學位及網上新聞學位，在前者获得了學士学位，而在后者获得了硕士学位。 2006年，他在BBC和当地报報章担任记者，然后在2007年担任桑德兰市的網上文章经理。 

### 职业
李·里德利从2012年开始表演喜剧。在觀看罗斯·诺布尔（ Ross Noble）主持的演出之后，他決定成為一位脫口秀演員。在诺布尔模仿斯蒂芬·霍金後，他向诺布尔提出挑战， 声称自己能可以更好地模仿和乔装霍金。为了挑戰，李·里德利购买了一个名为Speak It！的iPad语音合成器应用程序，亦根据自己的先前構思的句子进行了预先编程。 首次演出后，李·里德利选择能引起观众反响的素材来進行表演，并采用即兴创作的风格，偶尔他会通过語音工具在舞台上即時制作新素材。 在2013年的愛丁堡國際藝穗節上成功演出他的第一个表演，但在患上肺炎后，他被迫缩短了演出时间。
2014年，李·里德利赢得了BBC广播电台新喜剧奖，到2015年，他开始投入专业喜剧事业， 亦参加了当年愛丁堡國際藝穗節的一场名为《愚蠢的残障人士》的新节目。次年，他表演了该节目的续集，名为“第2集”，并于2017年推出了一个名为"Inspiration Porn"的新节目，该节目為取笑有关残疾人士的令人「鼓舞人心」的影片和迷因。获奖后， The Sequal Trust （页面存档备份，存于）与他联系，The Sequal Trust希望李·里德利成為他们有關沟通障碍的慈善机构的贊助人，而目前仍保持这一头衔。
在2018年，李·里德利担任BBC廣播四台情景喜剧"Ability"的主角，他与作家兼喜剧演员Katherine Jakeways （第一和第二輯）以及Kat Butterfield和Daniel Audritt（第三輯）共同撰写了此剧。 他的角色為扮演残疾人士的“Matt”，故事主要內容為Matt从父母的家搬出，与他最好的朋友在学校读书，有別於Matt的父母，他的朋友則以正常人來對待他。  2018年6月，李·里德利參加了全英一叮，成功通过了初賽阶段，并進入了總決賽，获得了觀眾投票的第一名，从而赢得了英国第12届的《全英一叮》。  2019年2月，李·里德利出演了英國廣播公司第三台的电视连续剧《Jerk》。
在2019年，李·里德利参加了《全美一叮：冠軍戰》 ，但在初賽中被淘汰。同年，他还发行了他的第一本书“I'm Only In It For The Parking”。

## 奖项与提名
| 年     | 奖                   | 类别                   | 提名作品   | 结果   |
| ------ | -------------------- | ---------------------- | ---------- | ------ |
| 2018年 | 達人秀回顾粉丝选择奖 | 最喜欢的才艺表演得奖者 | 英国达人秀 | 优胜者 |